# Omarion
Omari Ishmael Grandberry (Inglewood (Californië), 12 november 1984), beter bekend als Omarion, is een Amerikaans r&b-zanger.
Omarion was de leadzanger van de boyband B2K, die ontbonden werd na een paar succesvolle jaren. In 2005 bracht hij zijn debuutalbum uit, O. Het album kwam bovenaan te staan in de Amerikaanse Billboard 200 en Top R&B/Hip-Hop Albums. In december 2006 bracht hij zijn tweede album uit, 21, genoemd naar zijn leeftijd op dat moment. De eerste single was Entourage en de tweede single Ice Box, werd geproduceerd door Timbaland. Zijn derde album Ollusion werd uitgebracht op 12 januari 2010 met de eerste single I Get It In.

## Discografie
Soloalbums
- 2005: O
- 2006: 21
- 2010: Ollusion
- 2014: Sex Playlist

Samenwerking albums
- 2002: B2K (met B2K)
- 2002: Pandemonium! (met B2K)
- 2007: Face Off (met Bow Wow)

## Filmografie
- 2004: You Got Served
- 2004: Fat Albert
- 2005: The Proud Family Movie
- 2007: Feel the Noise
- 2007: Somebody Help Me
- 2010: Wrong Side of Town
- 2010: Somebody Help Me 2

- Bibliothèque nationale de France: cb14622639b (data)
- Gemeinsame Normdatei: 135415578
- International Standard Name Identifier: 0000 0001 0102 2998
- Library of Congress Control Number: no2005026017
- MusicBrainz: 3ca09fae-fdee-4771-bab9-244708515a98
- Système universitaire de documentation: 151265941
- Virtual International Authority File: 51416448
- WorldCat: E39PBJhCFPrBwhPFJtTmQRCG73